# Dzień dobry, Duchu Święty
Dzień dobry, Duchu Święty (ang. Good Morning, Holy Spirit) – książka Benny Hinna, jedna z książek tego autora i najbardziej znana. Wydana została w 1990 roku, w 1991 stała się bestsellerem.
Książka stała się bestsellerem na rynku amerykańskim. Sprzedano ją w nakładzie ponad jednego miliona egzemplarzy, a przetłumaczono na ponad 20 języków, m.in. na język polski. Przez pierwsze dwa lata była jedną z najlepiej sprzedających się chrześcijańskich książek w USA.
Książka opowiada o duchowym życiu autora, na przestrzeni 30 lat jego służby. Autor wyjaśnia jak rozpoznawać głos Ducha Świętego, wylicza siedem kroków do bardziej efektywnego życia. Twierdzi, że każda z Osób Trójcy ma swoje organy, oraz ciało.

## Oceny
Uchodzi za kontrowersyjną książkę. W środowisku ewangelikalnym dominują negatywne oceny książki. Książce zarzuca się, że autor bazuje przede wszystkim na własnych doświadczeniach, że zawiera błędy doktrynalne, że zanadto koncentruje się na cudach. Zarzuca się autorowi ustawiczne podkreślanie, że Duch Święty jest pełnym Bogiem, że jest Osobą, z którą można komunikować się indywidualnie, że traktuje Ducha Świętego jako najważniejszą - wyższą od pozostałych - Osobę Trójcy. Zarzuca się autorowi szerzenie herezji również odnośnie do darów Ducha Świętego, a nawet, że Duch Święty może się objawiać w cielesnej postaci.
Środowiska charyzmatyczne wywodzące się z tzw. „trzeciej fali” zielonoświątkowej oceniają ją na ogół pozytywnie.

## Spis treści
1. Czy naprawdę mogę Cię poznać?
2. Z Jaffy aż na krańce świata
3. Tradycja, tradycja
4. Jak osoba z osobą
5. Czyj głos słyszysz?
6. Duch, dusza, ciało
7. Wiatr dla Twoich żagli
8. Potężne wejście
9. Przestrzeń dla Ducha
10. Tak blisko, jak Twój oddech
11. Czemu płaczesz?
12. Niebo na ziemi